# شتيفان أيجنر
شتيفان أيجنر (بالألمانية: Stefan Aigner)‏ (20 أغسطس 1987 ألمانيا - ) هو لاعب كرة قدم ألماني، يلعب كلاعب وسط.

## وصلات خارجية
شتيفان أيجنر على موقع الدوري الأمريكي (الإنجليزية)
- شتيفان أيجنر على موقع إي إس بي إن إف سي (الإنجليزية)
- شتيفان أيجنر على موقع قاعدة بيانات كرة القدم.إي يو (الإنجليزية)
- شتيفان أيجنر على موقع بيانات كرة القدم. دي إي (الألمانية)
- شتيفان أيجنر على موقع Soccerbase.com (لاعب) (الإنجليزية)
- شتيفان أيجنر على موقع Soccerway.com (الإنجليزية)
- شتيفان أيجنر على موقع عالم كرة القدم.نت (الإنجليزية)
- شتيفان أيجنر على موقع AS.com (الإسبانية)